# Armamar
Armamar ist eine Kleinstadt (Vila) und ein Kreis (Concelho) in Portugal mit 1080 Einwohnern (Stand 30. Juni 2011). Er gehört zu der seit 1756 geschützten Weinbauregion Alto Douro, der ältesten geschützten Herkunftsbezeichnung, seit 2001 Teil des UNESCO-Welterbes.

## Geschichte
Der Ort entstand im Zuge der Besiedlung nach der Eroberung des Gebietes durch König Alfons III. (Asturien) im Jahr 877. Die einfache Befestigung danach entstand durch Nutzung eines hier existierenden Castro aus vorrömischer Zeit. Im Verlauf der Reconquista wurde der Ort von seinen Bewohnern wieder verlassen, auf Grund der wechselnden Eroberungen durch Christen und Mauren. Erst D.Afonso Henriques, der erste König des seit 1139 unabhängigen Königreich Portugals, ließ den Ort neu besiedeln. 1514 erhielt der Ort Stadtrechte (Foral) durch König Manuel I.
Am 29. September 2013 wurden die Gemeinden Tões und Coura nach Armamar eingegliedert.

## Kultur und Sehenswürdigkeiten
Zu den Baudenkmälern von Armamar gehören verschiedene Herrenhäuser, Steinbrunnen, historische öffentliche Gebäude und Sakralbauten, darunter die dreischiffige romanisch-gotische Igreja Matriz (dt.: Hauptkirche) Igreja Paroquial de Armamar (auch Igreja de São Miguel) aus dem 12. Jahrhundert. Auch der historische Ortskern als Ganzes steht unter Denkmalschutz.
In Goujoim sind die Ausgrabungen einer vorgeschichtlichen Wallburg zu sehen.
Wanderwege führen durch den Kreis, insbesondere entlang der Weinberge und Herrenhäuser am Douro.

## Wirtschaft
Der Kreis ist vornehmlich landwirtschaftlich geprägt, insbesondere Wein und Olivenöl sind die wichtigsten Produkte, auch Obstanbau ist von Bedeutung. Mit einer Ernte von jährlich etwa 50.000 Tonnen gilt Armamar in Portugal als die Hauptstadt des Bergapfels (Capital da Maçã de Montanha). Im April findet mit der Festa da Macieira em Flor (dt.: Fest der Apfelbaumblüte) ein überregional bekanntes Gastronomie- und Volksfest statt.
Der Fremdenverkehr, insbesondere der Individualtourismus, hat an Bedeutung gewonnen, insbesondere durch Einrichtungen des Turismo rural und in Zusammenhang mit der Weinregion am Douro.

## Verwaltung

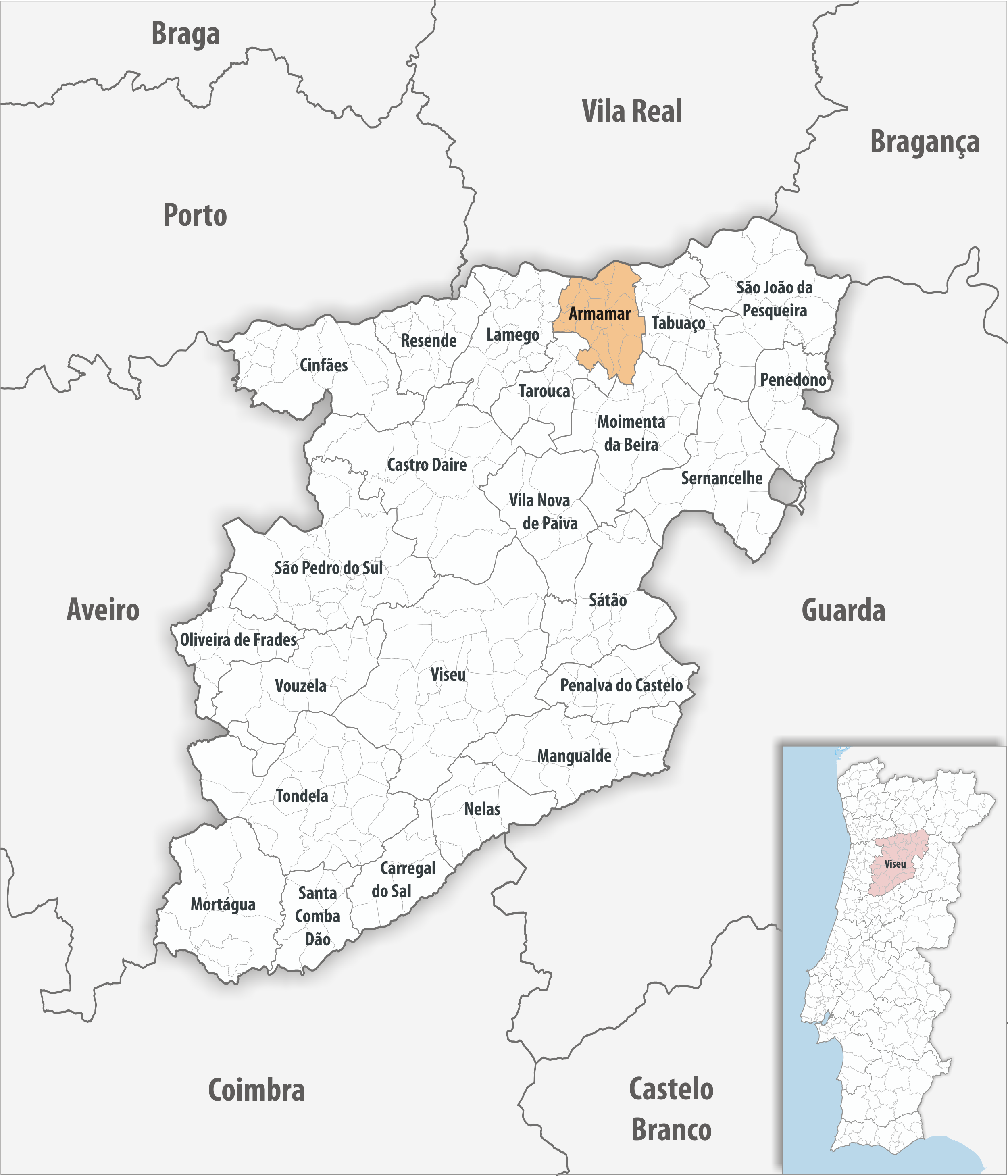
Kreis Armamar im Distrikt Viseu

### Kreis
Armamar ist Sitz eines gleichnamigen Kreises. Die Nachbarkreise sind (im Uhrzeigersinn im Norden beginnend): Peso da Régua, Sabrosa, Tabuaço, Moimenta da Beira, Tarouca sowie Lamego.
Mit der Gebietsreform im September 2013 wurden mehrere Gemeinden zu neuen Gemeinden zusammengefasst, sodass sich die Zahl der Gemeinden von zuvor 19 auf 14 verringerte.
Die folgenden Gemeinden (freguesias) liegen im Kreis Armamar:

Kreis und Gemeinden

| Gemeinde                 | Einwohner (2021) | Fläche km² | Dichte Einw./km² | LAU- Code |
| ------------------------ | ---------------- | ---------- | ---------------- | --------- |
| Aldeias                  | 307              | 5,19       | 59               | 180101    |
| Aricera e Goujoim        | 185              | 10,65      | 17               | 180121    |
| Armamar                  | 1.510            | 16,75      | 90               | 180120    |
| Cimbres                  | 270              | 6,07       | 44               | 180104    |
| Folgosa                  | 334              | 4,80       | 70               | 180106    |
| Fontelo                  | 602              | 7,52       | 80               | 180107    |
| Queimada                 | 291              | 4,26       | 68               | 180109    |
| Queimadela               | 208              | 2,48       | 84               | 180110    |
| Santa Cruz               | 173              | 7,88       | 22               | 180111    |
| São Cosmado              | 514              | 13,95      | 37               | 180114    |
| São Martinho das Chãs    | 478              | 9,67       | 49               | 180115    |
| São Romão e Santiago     | 224              | 6,93       | 32               | 180122    |
| Vacalar                  | 172              | 6,04       | 28               | 180118    |
| Vila Seca e Santo Adrião | 410              | 15,03      | 27               | 180123    |
| Kreis Armamar            | 5.678            | 117,22     | 48               | 1801      |

### Bevölkerungsentwicklung
| Einwohnerzahl im Kreis Armamar (1801–2011) | Einwohnerzahl im Kreis Armamar (1801–2011) | Einwohnerzahl im Kreis Armamar (1801–2011) | Einwohnerzahl im Kreis Armamar (1801–2011) | Einwohnerzahl im Kreis Armamar (1801–2011) | Einwohnerzahl im Kreis Armamar (1801–2011) | Einwohnerzahl im Kreis Armamar (1801–2011) | Einwohnerzahl im Kreis Armamar (1801–2011) | Einwohnerzahl im Kreis Armamar (1801–2011) | Einwohnerzahl im Kreis Armamar (1801–2011) | Einwohnerzahl im Kreis Armamar (1801–2011) |
| ------------------------------------------ | ------------------------------------------ | ------------------------------------------ | ------------------------------------------ | ------------------------------------------ | ------------------------------------------ | ------------------------------------------ | ------------------------------------------ | ------------------------------------------ | ------------------------------------------ | ------------------------------------------ |
| 1801                                       | 1849                                       | 1900                                       | 1930                                       | 1960                                       | 1981                                       | 1991                                       | 2001                                       | 2011                                       | 2021                                       |                                            |
| 3.641                                      | 4.882                                      | 12.092                                     | 11.330                                     | 12.159                                     | 9.426                                      | 8.677                                      | 7.492                                      | 9.297                                      | 5.678                                      |                                            |

### Kommunaler Feiertag
- 24. Juni

### Städtepartnerschaften
- Portugal: Loures (seit 1994)[11]